# نصوح الدقاق
حاكم مصرف سورية المركزي سابقاً
عرش المصرف بقي خاليًا لمدة شهرين قبل أن يصل الحقوقي نصوح الدقاق إلى إدارة المصرف تزامنًا مع وصول حافظ الأسد إلى رئاسة الجمهورية في شباط 1971.
واستلم الدقاق، الحاصل على إجازة الحقوق من جامعة دمشق، حاكم المصرف في 20 من شباط 1971، وبقي في منصبه حتى 1 من كانون الثاني 1978.